# Finn Henriksen (politiker)
 Der er for få eller ingen kildehenvisninger i denne artikel, hvilket er et problem. Du kan hjælpe ved at angive troværdige kilder til de påstande, som fremføres i artiklen.

 For alternative betydninger, se Finn Henriksen. (Se også artikler, som begynder med Finn Henriksen)
Finn Henriksen (21. april 1925 – maj 1997) var udlært murer og politisk aktiv i Socialdemokratiet siden 1941. 
Født i Hvidovre som søn af murermester Louis Henriksen og Marie Henriksen.
Samarbejdet med Frode Jacobsen og Per Hækkerup i de unge år. Solgte lødige skønlitterære bøger på byggepladserne i Københavnsområdet.(forlaget Fremad)
Gift med Lizzie Petersen i 1953 og skilt i 1964, fik 2 døtre Lone og Hanne Henriksen.
Finn Henriksen var aktiv i skolebestyrelsen på Husum Skole fra 1960-1963 og deltag i alt arbejde indenfor Murersvendenes Fagforening.
Selvstændig murermester fra 1965 og frem til sin død i 1997. Opstillet for Socialdemokratiet på Sejerø og valgt til byrådet i Bjergsted Kommune i 2 valgperioder (1978-88).
Bosiddende på Sejerø fra 1974 til 1994, hvor han via samarbejdet med bl.a. Henry Larsen om at starte et vindmøllelaug, og var primus motor for at Lejerbo fik bygget almene boliger på øen.
|  | Artiklen om politikeren Finn Henriksen (politiker) kan blive bedre, hvis der indsættes et (bedre) billede. Du kan hjælpe ved at afsøge Wikimedia Commons for et passende billede eller uploade et godt billede til Wikimedia Commons iht. de tilladte licenser og indsætte det i artiklen. |